# کتاب تاریخ خاص
کتاب تاریخ خاص (انگلیسی: Special History Book) آلبوم ویژه از گروه پسرانۀ اهل کره جنوبی اس‌اف۹، برای چهارمین سالگرد گروه‌شان است. این آلبوم در ۵ اکتبر ۲۰۲۰ توسط اف‌ان‌سی انترتیمنت منتشر شد. و شامل سه آهنگ، از جمله «Shine Together» است.